# Chiranellur
Chiranellur es una ciudad censal situada en el distrito de Thrissur en el estado de Kerala (India). Su población es de 9789 habitantes (2011). Se encuentra a 24 km de Thrissur y a 83 km de Kozhikode.

## Demografía
Según el censo de 2011 la población de Chiranellur era de 9789 habitantes, de los cuales 4608 eran hombres y 5181 eran mujeres. Chiranellur tiene una tasa media de alfabetización del 94,86%, superior a la media estatal del 94%: la alfabetización masculina es del 96,67%, y la alfabetización femenina del 93,28%.